# Liga ravnopravija zjensjtjin
Rossijskaja Liga ravnopravija zjensjtjin (ryska: Российская Лига равноправия женщин: fritt översatt: 'All-ryska Unionen för kvinnors lika rättigheter') var en rysk organisation för kvinnors rättigheter, aktiv mellan 6 mars 1907 och 1918. Den var den mest framträdande kvinnoorganisationen i Kejsardömet Ryssland under sin existens. 

## Historik
Fram till revolutionen 1905 hade det inte varit möjligt med politiska organisationer i Ryssland, heller inte feministiska sådana, och denna föreningen tillhörde därför de första föreningarna för kvinnors rättigheter i Ryssland, även om vissa kvinnoföreningar, som officiellt varit välgörenhetsföreningar, tidigare hade arbetat för sådana frågor i praktiken. Den första var All-Russian Union for Women's Equality, men den ersattes gradvis av Liga ravnopravija zjensjtjin.  
Föreningen bestod av kvinnor ur över- och medelklassen. Den inkorporerade mindre kvinnoföreningar och hade en avdelning i Sankt Petersburg och en i Moskva. Trots att det inte var en stor förening, var den likväl den största av sitt slag i Ryssland. Dess syfte var att arbeta för kvinnors lika rättigheter med män. Bland dem ingick frågan om kvinnlig rösträtt, och redan 1907 inlämnades en petition om en sådan till Duman. 
I december 1908 anordnade föreningen den första av flera kvinnokongresser i Ryssland.
Föreningen var aktiv med lobbying för sina frågor och hålla offentliga informationsmöten om sin verksamhet från 1910, höll kongresser och utgav sin egen tidskrift. Den fick gehör hos Duman för lika arvsrätt mellan könen 1912, avskaffandet av restriktionerna för en gift kvinnas rörelsefrihet i passen år 1914, kvinnor rätt att arbeta som fabriksinspektörer 1916. Den deltog med demonstrationer och strejker i revolutionen 1917. Den uttalade sig så sent som 1918 om kvinnors rätt att slåss mot både utländska inkräktare och kommunister. 